# The Mend
Pour plus de détails, voir Fiche technique et Distribution.
The Mend est une comédie dramatique américaine réalisée par John Magary et sortie en 2014.

## Fiche technique
- Titre : The Mend
- Réalisation : John Magary
- Scénario : John Magary, Myna Joseph et Russel Harbaugh
- Musique : Michi Wiancko et Judd Greenstein
- Montage : Joseph Krings
- Photographie : Chris Teague
- Décors : Austin Pendleton
- Costumes : Markus Kirscher
- Producteur : Myna Joseph et Michael Prall
  - Coproducteur : Bogdan George Apetri, Sam Connelly, Adam Engelhard, Dan Taggatz et Mayuran Tiruchelvam
  - Producteur exécutif : Robert Fernández, Dan Levinson, Michael Hacker et Susannah Hacker
- Production : Moxie Pictures
- Distribution : VisioSfeir
- Pays :  États-Unis
- Durée : 111 minutes
- Genre : Comédie dramatique
- Dates de sortie :  
  - États-Unis : 9 mars 2014 (SSFF) ; 21 août 2015 (sortie nationale)
  - France : 4 novembre 2015

## Distribution
- Josh Lucas : Mat
- Stephen Plunkett : Alan
- Mickey Sumner : Farrah
- Louisa Krause : Elinor
- Lucy Owen : Andrea
- Cory Nichols : Ronnie
- Austin Pendleton : Earl
- Leo Fitzpatrick : Michael
- Samantha Sherman : Jodi
- Lusia Strus : Beatrice
- Sarah Steele : Sarah

## Distinctions

### Nominations
- Gotham Awards 2015 : Bingham Ray Breakthrough Director pour John Magary